# 오태환
오태환(吳台煥, 1872년 4월 10일 ~ 1945년 11월 5일)은 대한제국과 일제강점기 초기의 관료이며 조선총독부 중추원 참의를 지냈다. 호는 만취(晩翠)이며 원적은강원도
화천,본적은서울안암정 본관은 해주로 해주 오씨이다.

## 생애
어릴 때는 한학을 공부하였고, 1897년에 도쿄에 유학하여 인쇄 기술을 배웠다. 1903년에 귀국하여 한성인쇄주식회사에서 근무하는 등 인쇄 기술 전문가로 활동하였으며, 일진회 기관지인 국민신보의 총무를 맡기도 했다.
1906년에는 탁지부 기수로 채용되어 대한제국의 기술 관료가 되었다. 1908년을 기준으로 품계는 9품이었고 탁지부 인쇄국에서 근무하고 있었다. 1910년에 한일 병합 조약에 체결되면서 조선총독부 인쇄국으로 소속을 이동했다.
1911년에는 총독부 군수로 발탁되어 강원도 양양군에 발령받았다. 양양군수를 거쳐 평강군, 철원군과 경기도 고양군 군수를 지내고 1924년에 퇴직했다. 고양군수 재직 중 잡지 《개벽》을 통해 실력양성론을 주장한 바 있다.
퇴관 후 시국대동단과 동민회에서 활동 하였으며, 1927년에는 중추원 참의로 발탁되었다. 
1926년 2월 18일 이완용후작 장례식 장의역원을 정할 때, 영결식장 수부계원(受付係員)의 한 사람으로 진행에 참여했다.
한차례 연임하여 1935년에도 중추원 참의로 재임 중이었고, 이때 종5위 훈6등에 서위되어 있었다.
2002년 발표된 친일파 708인 명단의 중추원 부문, 2008년 공개된 민족문제연구소의 친일인명사전 수록예정자 명단의 중추원과 관료 부문에 포함되었으며 2009년 친일행위진상규명위원회가 발표한 친일행위 705인 명단에도 포함되었다
장남인 오세덕님은 의열단으로 활동 독립유공자
로 서훈되어 대전국립현충원 애국지사7묘역에]] 영면 민족문제 연구의
아픔의 궤를 같이하고있다.

## 같이 보기
- 조선총독부 중추원

## 참고자료
- 오태환(吳台煥) - 국사편찬위원회